# 완주 푸르지오 더 퍼스트
명칭 : 완주 푸르지오 더 퍼스트
영문 명칭 : Wanju PRUGIO The First
종류 : 아파트
브랜드 : 푸르지오(대우건설)
|| 주소 || 전북특별자치도 완주군 삼례읍 수계리 705번지 일원
|| 입주 || 2022년 11월 
|| 동수 || 6개동
|| 층수 || 지하 1층, 지상 19~25층
|| 세대수 || 605세대
|| 면적 ||  93㎡, 106-107㎡

## 개요
위  치 : 완주군 삼봉지구 B-2블럭 완주삼봉 웰링시티
시공사 : 대우건설

## 상세
```
* 위치 : 전북특별자치도 완주군 삼례읍 수계리 705대 일원 (완주 삼봉지구 2BL)
```

```
* 규모 :  지하 1층~지상 25층, 아파트 6개동 총 605세대 및 부대복리시설
```

```
* 주택형 72㎡A(124세대) / 84㎡A(340세대) / 84㎡B(141세대)
```